# Carcharhiniformes
Los carcarriniformes (Carcharhiniformes) son un  orden de elasmobranquios selacimorfos, el dominante en la fauna mundial de tiburones, con alrededor de 197 especies conocidas. Son muy comunes en aguas tropicales, también se encuentran en aguas templadas, y algunas especies, en aguas profundas. 
El carcarriniforme típico tiene el hocico alargado, la boca grande que sobrepasa el ojo, aleta anal y dos aletas dorsales sin espinas. El párpado inferior constituye una membrana nictitante accionada por músculos especiales. Los dientes varían de pequeños y puntiagudos o aplanados, hasta grandes y en forma de cuchilla. Carecen de dientes trituradores inferiores.

## Familias
Los carcarhiniformes incluyen ocho familias:
- Carcharhinidae - tiburón tigre, gris, azul, punta blanca, labios blancos, lamia, fluviales, lanza.
- Hemigaleidae - tiburones comadreja
- Leptochariidae - tiburones con barbilla
- Proscylliidae - tollos, cola cinta
- Pseudotriakidae - seudogatos
- Scyliorhinidae - tiburones gato, pintarrojas.
- Sphyrnidae - peces martillo
- Triakidae - cazón